# Паметна сабя „Балинт Балаши“
Паметна сабя „Балинт Балаши“ е литературна награда, която се присъжда на водещи, европейски по дух унгарски поети, както и на чуждестранни творци, превеждащи унгарска поезия, в това число и произведения на Балинт Балаши. Самата награда представлява изкован по средновековен образец меч, който се връчва на заслужили поети.

## История
Наградата се присъжда по решение на попечителския фонд „Балаши“, създаден по инициатива на Пал Молнар през декември 1996 г.
Лауреатите на наградата впоследствие стават членове на органа, който всяка година присъжда наградата. Унгарските поети получават меча от католическия епископ на Въоръжените сили на Унгария – първоначално от Гашпар Ладочи, по-късно от Тамаш Сабо. След това наградата се връчва от лутеранския епископ Пал Лакнер, след което от архиепископа на Егер Чаба Терняк, а от 2009 г. от Ласло Киш-Риго, епископ на епархия Сегед-Чанад.
Наградата традиционно се връчва със специална церемония на 14 февруари – Ден на Балинт, в Залата с гоблените на хотел „Гелерт“ в Буда.
Наградата се присъжда от 1997 г. насам. Има нужда от поети, които по думите на Балаши да могат да дават пример за човечност и доблест.
От самото начало сабята се изработва от носителя на орден „Балаши“ Йожеф Фазекаш, ковач на мечове от Бонхад, а почетните грамоти са дело на Ласло Винце, печатар от Сентендре.
От 2008 г. наградата „Паметна сабя „Балинт Балаши“ се освещава с литургия „Балаши“.

## Български носители на наградата
- Иван Цанев (2011)
- Марин Георгиев (2018)